# 白小沙丁魚
白小沙丁魚（学名：Sardinella albella），又名白沙丁魚、白小砂丁，青鱗仔、鰮仔、沙丁魚、扁仔，為輻鰭魚綱鯡形目鯡科的其中一種。

## 分布
本魚分布於印度西太平洋區，包括紅海、馬爾地夫、印度南部、斯里蘭卡、安達曼海、泰國、越南、馬來西亞、菲律賓、中国台灣南部、印尼、阿拉弗拉海、巴布亞紐幾內亞等海域。该物种的模式产地在印度。

## 深度
水深0~50公尺。

## 特徵
本魚體側扁，呈銀白色，鱗片大型而薄，易於脫弱。體長可達14公分。

## 生態
本魚為在海灘或河口表層群泳的魚類，春季魚體細小，約僅2~3公分，常大群在水面攝食浮游生物，而使水面形成臉盆大小的魚鱗狀波紋。

## 經濟利用
食用魚，鹽醃晒乾後炒食。